# Adolf Hirémy-Hirschl
Adolf Hirémy-Hirschl (Temišvar, Carevina Austrija (danas Rumunjska), 31. siječnja 1860. - Rim, 1933.), mađarski slikar.

## Život
Adolf Hirschl bio je židovskoga porijekla i rođen je u mađarskom Temišvaru. Kao dijete se doselio u Beč gdje je 1874. – 1882. studirao na Akademiji likovnih umjetnosti. Uz stipendiju od 3000 kruna putovao je po Egiptu i prvi put posjetio Rim (1882. – 1884.). Osvojio je mnoge nagrade na izložbama u Beču, uključujući carsku nagradu 1891. i veliku zlatnu državnu medalju 1898. godine. U 1890-ima je imao aferu s udanom damom iz bečkoga društva Isabellom henriettom Vicotijom Ruston, lijepo udanom što je izazvalo dosta bure. Afera je završila njezinim razvodom 1898., a poslije se udala za Hirschla. Par je zajedno imao kćer Maud. Ovaj je skandal razljutio bečko društvo, a Hirschl je ponovo uzeo svoje mađarsko državljanstvo i 1899. promijenio ime u Hirémy-Hirschl. Napustio je Beč i nastanio se u Rimu gdje je 1904. – 1908. sudjelovao na izložbama Amatori e Cultori di Belle Arti.

## Rad
Hirémy-Hirschl bio je uvježbani slikar povijesnih scena. Upoznao se s time prije nego što je Klimt osnovao secesiju. Nasuprot tomu nastavio je svoj akademski stil. Njegove su teme često bile povijesne slike velikoga formata kao kod Karla von Pilotyja s prikazima antičke mitologije i povijesti poput Hanibal maršira preko Alpa, Provala Vandala u Rim ili Kuga u Rimu s kojima je postizao velik uspjeh na prijelazu stoljeća. U Rimu je također slikao mediteranske krajolike i portrete.

## Djela
- 'Kuga u Rimu' (1884, izgubljena)
- 'Sveta Cecilia'
- 'Prometej'
- 'Provala vandala u Rim'
- 'Ahasuerus na kraju svijeta' (1888)
- 'Ahilov grob'
- Aherontove duše (Beč, Austrijska galerija), 1898, ulje na platnu
- 'Sic Transit' ... (1912)

## Weblinkovi
|  | Zajednički poslužitelj ima još gradiva o temi Adolf Hirémy-Hirschl |